# Nephromopsis
Nephromopsis is een geslacht van korstmossen uit de familie Parmeliaceae. De typesoort is Nephromopsis stracheyi.

## Soorten
Volgens Index Fungorum telt het geslacht 55 soorten (peildatum februari 2022):
| Soortnaam                    | Auteur(s)                                              | Publicatiejaar |
| ---------------------------- | ------------------------------------------------------ | -------------- |
| Nephromopsis ahtii           | (Randlane & Saag) Randlane & Saag                      | 2005           |
| Nephromopsis americana       | (Spreng.) Divakar, A. Crespo & Lumbsch                 | 2017           |
| Nephromopsis andrejevii      | (Oxner) Divakar, A. Crespo & Lumbsch                   | 2017           |
| Nephromopsis arizonica       | (Essl.) Divakar, A. Crespo & Lumbsch                   | 2017           |
| Nephromopsis aurescens       | (Tuck.) Divakar, A. Crespo & Lumbsch                   | 2017           |
| Nephromopsis californica     | Gyeln.                                                 | 1931           |
| Nephromopsis chlorophylla    | (Willd.) Divakar, A. Crespo & Lumbsch                  | 2017           |
| Nephromopsis coralligera     | (W.A. Weber) Divakar, A. Crespo & Lumbsch              | 2017           |
| Nephromopsis cucullata       | (Bellardi) Divakar, A. Crespo & Lumbsch                | 2017           |
| Nephromopsis culbersonii     | (Hale) Divakar, A. Crespo & Lumbsch                    | 2017           |
| Nephromopsis daibuensis      | (Räsänen) Räsänen                                      | 1952           |
| Nephromopsis delavayi        | Hue                                                    | 1899           |
| Nephromopsis ectocarpisma    | Gyeln.                                                 | 1932           |
| Nephromopsis endocrocea      | Asahina                                                | 1935           |
| Nephromopsis endoxantha      | Hue                                                    | 1899           |
| Nephromopsis fendleri        | (Nyl.) Divakar, A. Crespo & Lumbsch                    | 2017           |
| Nephromopsis gilva           | (Asahina) Divakar, A. Crespo & Lumbsch                 | 2017           |
| Nephromopsis globulans       | (Nyl.) M.J. Lai                                        | 1980           |
| Nephromopsis iberica         | (A. Crespo & Barreno) Divakar, A. Crespo & Lumbsch     | 2017           |
| Nephromopsis inermis         | (Nyl.) Divakar, A. Crespo & Lumbsch                    | 2017           |
| Nephromopsis isidioidea      | (Räsänen) Randlane & Saag                              | 1992           |
| Nephromopsis komarovii       | (Elenkin) J.C. Wei                                     | 1991           |
| Nephromopsis laeteflava      | (Zahlbr.) Divakar, A. Crespo & Lumbsch                 | 2017           |
| Nephromopsis laii            | (A. Thell & Randlane) Saag & A. Thell                  | 1997           |
| Nephromopsis melaloma        | (Nyl.) A. Thell & Randlane                             | 2005           |
| Nephromopsis merrillii       | (Du Rietz) Divakar, A. Crespo & Lumbsch                | 2017           |
| Nephromopsis microphyllica   | (W.L. Culb. & C.F. Culb.) Divakar, A. Crespo & Lumbsch | 2017           |
| Nephromopsis morrisonicola   | M.J. Lai                                               | 1980           |
| Nephromopsis nephromoides    | (Nyl.) Ahti & Randlane                                 | 1998           |
| Nephromopsis nigricascens    | (Nyl.) Divakar, A. Crespo & Lumbsch                    | 2017           |
| Nephromopsis nipponensis     | (Asahina) M.J. Lai                                     | 1980           |
| Nephromopsis nivalis         | (L.) Divakar, A. Crespo & Lumbsch                      | 2017           |
| Nephromopsis orbata          | (Nyl.) Divakar, A. Crespo & Lumbsch                    | 2017           |
| Nephromopsis ornata          | (Müll. Arg.) Hue                                       | 1900           |
| Nephromopsis pallescens      | (Schaer.) Y.S. Park                                    | 1990           |
| Nephromopsis pallidula       | (Tuck. ex Riddle) Riddle                               | 1915           |
| Nephromopsis papuae          | (Randlane & Saag) Divakar, A. Crespo & Lumbsch         | 2017           |
| Nephromopsis platyphylla     | (Tuck.) Herre                                          | 1910           |
| Nephromopsis platyphylloides | Asahina                                                | 1935           |
| Nephromopsis pseudoweberi    | (Essl.) Divakar, A. Crespo & Lumbsch                   | 2017           |
| Nephromopsis richardsonii    | (Hook.) Divakar, A. Crespo & Lumbsch                   | 2017           |
| Nephromopsis rickieae        | (Essl.) Divakar, A. Crespo & Lumbsch                   | 2017           |
| Nephromopsis rugosa          | Asahina                                                | 1935           |
| Nephromopsis sikkimensis     | (Divakar & Upreti) Randlane & Saag                     | 2013           |
| Nephromopsis sphaerosporella | (Müll. Arg.) Divakar, A. Crespo & Lumbsch              | 2017           |
| Nephromopsis stracheyi       | (C. Bab.) Müll. Arg.                                   | 1891           |
| Nephromopsis straminea       | Räsänen                                                | 1952           |
| Nephromopsis subalpina       | (Imshaug) Divakar, A. Crespo & Lumbsch                 | 2017           |
| Nephromopsis subfendleri     | (Essl.) Divakar, A. Crespo & Lumbsch                   | 2017           |
| Nephromopsis thailandica     | (Elix & M.J. Lai) Divakar, A. Crespo & Lumbsch         | 2017           |
| Nephromopsis togashii        | (Asahina) A. Thell & Kärnefelt                         | 2005           |
| Nephromopsis tuckermanii     | Divakar, A. Crespo & Lumbsch                           | 2017           |
| Nephromopsis ulophylloides   | (Asahina) Divakar, A. Crespo & Lumbsch                 | 2017           |
| Nephromopsis weberi          | (Essl.) Divakar, A. Crespo & Lumbsch                   | 2017           |
| Nephromopsis yunnanensis     | (Nyl.) Randlane & Saag                                 | 1992           |